# Jiří Kocourek
Jiří Kocourek (* 1966 in Karl-Marx-Stadt) ist ein  Diplom-Ökonom und Orgelforscher.

## Leben
Jiří Kocourek besuchte von 1977 bis 1985 die Kreuzschule in Dresden und war Sänger im Kreuzchor. Von 1987 bis 1991 studierte er Wirtschaftswissenschaften an der Handelshochschule in Leipzig.
Kocourek wurde 1992 Referent für Stiftungen und Vereine bei der Stadtsparkasse Dresden, später Ostsächsische Sparkasse. 2007 wurde er Verwaltungsleiter des Evangelischen Schulzentrums in Leipzig. 2008 wurde er Geschäftsführer der traditionsreichen Firma Hermann Eule Orgelbau in Bautzen. Seit 2013 ist er dort künstlerischer Leiter und erneut Verwaltungsleiter des Evangelischen Schulzentrums in Leipzig.
Jiří Kocourek beschäftigt sich seit 1984 mit Orgelbau und Orgelforschung. Er publizierte zahlreiche Schriften und Aufsätze zu Orgelbauern und Orgeln in Sachsen und Böhmen. Jiří Kocourek ist Orgelsachverständiger und berät bei Orgelrestaurierungen. Er gibt auch Orgelkonzerte.
Jiří Kocourek war von Mai 2014 bis Mai 2017 Mitglied im Vorstand der Johann-Sebastian-Bach-Stiftung in Leipzig.

## Publikationen (Auswahl)
Jiří Kocourek veröffentlichte Monografien und zahlreiche Artikel zu Orgelbauern und Orgelgeschichte in Sachsen und Böhmen.

### Monografien
- Johann Gottlob Mende – Leben und Wirken, Mende-Orgel in St. Nikolai zu Wismar. Die Restaurierung der Mende-Orgel von 1845. Druckerei Winter, Wismar 1995.
- mit Holger Zürch: Der Hohepriester zu Panitzsch. 300 Jahre Barock-Kirche im Leipziger Land. Mit Sonderteil zur Flemming-Orgel von 1786. Engelsdorfer Verlag, Leipzig 2005, ISBN 3-939144-38-X.
- mit Karl Kutil: Die Grulicher-Orgelbauerschule (1680–1880). Wien , 2012.

### Artikel
- Orgelland Sachsen. In: Ars Organi. Heft 48/1, März 2000, S. 2–17. (PDF; 6,41 MB).
- Orgelland Böhmen. In: Ars Organi. Heft 55/1, März 2009, S. 5–18 (PDF; 870 kB)
- mehrere Artikel in: Uwe Pape, Wolfram Hackel (Hrsg.): Lexikon norddeutscher Orgelbauer. Band 2. Sachsen und Umgebung. Pape Verlag, Berlin 2012.
- mit Holger Gehring: Orgelland Sachsen – anders (wieder)gesehen. In: Ars Organi. Heft 63/1, März 2015, S. 3–9 (PDF; 0,6 MB)
- mehrere Artikel in: Uwe Pape, Wolfram Hackel, Christhard Kirchner (Hrsg.): Lexikon norddeutscher Orgelbauer. Band 4. Berlin, Brandenburg und Umgebung. Pape Verlag, Berlin 2017.